# Pucuk (Pucuk)
Pucuk is een bestuurslaag in het regentschap Lamongan van de provincie Oost-Java, Indonesië. Pucuk telt 3161 inwoners (volkstelling 2010).